# Cabillus atripelvicus
Cabillus atripelvicus är en fiskart som beskrevs av Randall, Sakamoto och Koichi Shibukawa 2007. Cabillus atripelvicus ingår i släktet Cabillus och familjen smörbultsfiskar. Inga underarter finns listade.